# Denise C. Stephens
Denise C. Stephens est une astronome américaine.

## Biographie
Denise Stephens a obtenu sa licence (B.Sc.) à l'Université Brigham Young, sa maîtrise et son doctorat à l'Université d'État du Nouveau-Mexique. Elle a ensuite commencé sa carrière au Space Telescope Science Institute et à l'Université Johns Hopkins avant de revenir à l'Université Brigham Young où elle occupe le poste de professeur associé (Associate Professor).
Elle s'est spécialisée dans l'étude des atmosphères de naines brunes. Elle s'est également investi dans l'identification et la caractérisation des systèmes binaires proches, des naines brunes et des systèmes stellaires doubles de faible masse. Elle étudie les planètes extrasolaires qui transitent devant leur étoile, en collectant ses données avec le télescope de 16 pouces de l'Université Brigham Young et celles du télescope Kepler. Elle s'est également intéressée aux sciences qui exploitent les télescopes spatiaux et terrestres afin de recueillir des données dans l'infrarouge.

## Découvertes
Denise Stephens est à l'origine de découverte ou de la codécouverte de la nature binaire de (79360) Sila-Nunam, de Zoé, compagnon de Logos, de Thorondor, d'Échidna ou encore de S/2002 (48639) 1, satellite de (48639) 1995 TL8.
En 2009 elle affirme avec Keith S. Noll, du Space Telescope Science Institute, que 11 % des objets transneptuniens posséderaient un satellite.